# Élections européennes de 2019 en Slovaquie
Les élections européennes de 2019 en Slovaquie sont les élections des députés de la neuvième législature du Parlement européen, qui se déroulent du 23 mai au 26 mai 2019 dans tous les États membres de l'Union européenne, dont la Slovaquie où elles ont lieu le 25 mai 2019.
Le 14e élu (KDH) ne siège qu'après l'entrée en vigueur du Brexit, à compter du 1er février 2020, car la Slovaquie bénéficie d'un siège supplémentaire, à la suite de la redistribution partielle des sièges du Royaume-Uni.

## Mode de scrutin
Les eurodéputés slovaques sont élus au suffrage universel direct par les citoyens slovaques et les ressortissants de l’UE résidant de façon permanente en Slovaquie, et étant âgés de plus de 18 ans.
Le scrutin se tient au sein d'une circonscription unique selon le mode de vote préférentiel. Les sièges sont attribués aux listes ayant dépassé 5 % des suffrages exprimés selon la méthode d’Hagenbach-Bischoff.

## Contexte
Au niveau européen, le scrutin intervient dans un contexte inédit. La mandature 2014-2019 a en effet vu intervenir plusieurs événements susceptibles d'influer durablement sur la situation politique européenne, comme le référendum sur l'appartenance du Royaume-Uni à l'Union européenne en 2016, l'arrivée ou la reconduction au pouvoir dans plusieurs pays de gouvernements eurosceptiques et populistes (en Hongrie en 2014, en Pologne en 2015, en Autriche en 2017 et en Italie en 2018) et l'adoption de l'Accord de Paris sur le climat en 2015. Les élections interviennent alors que la Commission européenne est présidée depuis 15 ans par le Parti populaire européen (PPE) ; la Commission sortante, présidée par Jean-Claude Juncker, rassemble des membres du PPE, de l'Alliance des libéraux et des démocrates pour l'Europe et du Parti socialiste européen.
En Slovaquie, les élections européennes se déroulent moins de deux mois après l'élection présidentielle qui a vu la victoire de la candidate anti-corruption centriste Zuzana Caputova, et la défaite du candidat du parti social démocrate au pouvoir Maroš Šefčovič, commissaire européen depuis 2009 et vice-président de la Commission européenne depuis 2010. 

## Campagne

### Partis et candidats
| Parti(s) | Parti(s)                                                 | Positionnement et idéologie                                                                           | Tête de liste  | Parti européen | Députés sortants | Députés sortants |
| Parti(s) | Parti(s)                                                 | Positionnement et idéologie                                                                           | Tête de liste  | Parti européen | Nombre           | Groupe politique |
| -------- | -------------------------------------------------------- | --- | -------------- | -------------- | ---------------- | ---------------- |
|          | SMER – social-démocratie SMER-SD                         | Centre gauche Social-démocratie, nationalisme de gauche, national-populisme, europhilie               | Monika Beňová  | PSE            | 4                | S&D              |
|          | Mouvement chrétien-démocrate KDH                         | Centre droit Démocratie chrétienne, conservatisme social                                              | Ivan Štefanec  | PPE            | 3                | PPE              |
|          | Les Gens ordinaires et personnalités indépendantes OĽaNO | Centre droit Conservatisme, démocratie chrétienne, europhilie                                         |                | MECE           | 1                | CRE              |
|          | Liberté et solidarité SaS                                | Centre droit Libéral-conservatisme, libertarianisme, euroscepticisme                                  | Eugen Jurzyca  | ACRE           | 1                | CRE              |
|          | Le Pont Most-Híd                                         | Centre à centre droit Social-libéralisme, défense des intérêts la minorité hongroise                  | József Nagy    | PPE            | 1                | PPE              |
|          | Parti national slovaque SNS                              | Droite Nationalisme, national-conservatisme, conservatisme social, populisme de droite                | Jaroslav Pašek | MELD           |                  |                  |
|          | Parti de la communauté hongroise SMK-MKP                 | Centre droit Démocratie chrétienne, défense des intérêts la minorité hongroise, libéral-conservatisme | Pál Csáky      | PPE            | 1                | PPE              |
|          | Parti populaire « Notre Slovaquie » ĽSNS                 | Extrême droite Ultranationalisme, néofascisme, fondamentalisme chrétien, euroscepticisme              | Martin Beluský | APF            |                  |                  |
|          | Nous sommes une famille Sme Rodina                       | Centre droit à droite Nationalisme, national-conservatisme, populisme de droite, euroscepticisme      | Ivan Bella     | MENL           |                  |                  |
|          | Slovaquie progressiste Progresívne Slovensko (PS)        | Centre à centre gauche Social-libéralisme, écologie politique europhilie                              | Michal Šimečka | ALDE           |                  |                  |
|          | Ensemble-Démocratie civique SPOLU                        | Centre droit Libéral-conservatisme, europhilie                                                        |                |                |                  |                  |

### Sondages
| Sondeur           | Date         | KSS    | SMER-SD | PS     | Most-Híd | KDH     | SMK-MKP | OĽaNO  | SaS    | SNS    | Sme Rodina | L'SNS  | Autres  |
| ----------------- | ------------ | ------ | ------- | ------ | -------- | ------- | ------- | ------ | ------ | ------ | ---------- | ------ | ------- |
| Sondeur           | Date         |        |         |        |          |         |         |        |        |        |            |        |         |
| Phoenix           | 9 mai 2019   | 0,0 %  | 22,5%   | 11,8 % | 5,0 %    | 9,9 %   | 0,0 %   | 13,9 % | 14,3 % | 8,1 %  | 12,3 %     | 13,8 % | 10,9 %  |
| Focus             | 15 mars 2019 | 1,8 %  | 21,6%   | 8,1 %  | 4,0 %    | 8,9 %   | 3,2 %   | 11,0 % | 11,3 % | 6,0 %  | 9,2 %      | 12,9 % | 2,0 %   |
| Élections de 2014 | 24 mai 2014  | 1,51 % | 24,09 % | /      | 5,83 %   | 13,21 % | 6,53 %  | 7,46 % | 6,66 % | 3,61 % | /          | /      | 32,10 % |

## Résultats
| Partis                   | Partis                                                          | Voix      | %     | +/-   | Sièges | +/-           | Groupe |
| ------------------------ | --------------------------------------------------------------- | --------- | ----- | ----- | ------ | ------------- | ------ |
|                          | Slovaquie progressiste - Ensemble-Démocratie civique (PS-SPOLU) | 198 255   | 20,11 | Nv.   | 4      | 4             | RE/PPE |
|                          | SMER – social-démocratie (SMER-SD)                              | 154 996   | 15,72 | 8,37  | 3      | 1             | S&D    |
|                          | Parti populaire « Notre Slovaquie » (L'SNS)                     | 118 995   | 12,07 | 10,34 | 2      | 2             | NI     |
|                          | Mouvement chrétien-démocrate (KDH)                              | 95 588    | 9,69  | 3,52  | 2      | en stagnation | PPE    |
|                          | Liberté et solidarité (SaS)                                     | 94 839    | 9,62  | 2,96  | 2      | 1             | CRE    |
|                          | Les Gens ordinaires et personnalités indépendantes (OĽaNO)      | 51 834    | 5,25  | 2,21  | 1      | en stagnation | PPE    |
|                          | Parti de la communauté hongroise (SMK-MKP)                      | 48 929    | 4,96  | 1,57  | 0      | 1             |        |
|                          | Parti national slovaque (SNS)                                   | 40 330    | 4,09  | 0,48  | 0      | en stagnation |        |
|                          | L'Union chrétienne (KU)                                         | 37 974    | 3,85  | Nv.   | 0      | en stagnation |        |
|                          | Nous sommes une famille (Sme Rodina)                            | 31 840    | 3,23  | Nv.   | 0      | en stagnation |        |
|                          | Le Pont (Most-Híd)                                              | 25 562    | 2,59  | 3,24  | 0      | 1             |        |
|                          | Démocratie chrétienne - Vie et prospérité (sk) (KDŽP)           | 20 374    | 2,06  | Nv.   | 0      | en stagnation |        |
|                          | Correction (sk) (KAH)                                           | 8 460     | 0,85  | Nv.   | 0      | en stagnation |        |
|                          | Parti vert slovaque (SZS)                                       | 7 845     | 0,79  | 0,33  | 0      | en stagnation |        |
|                          | Coalition nationale (NK)                                        | 7 145     | 0,72  | Nv.   | 0      | en stagnation |        |
|                          | Parti communiste slovaque (KSS)                                 | 6 199     | 0,62  | 0,89  | 0      | en stagnation |        |
|                          | Bien à la maison (sk) (DD)                                      | 6 124     | 0,62  | Nv.   | 0      | en stagnation |        |
|                          | Parti démocratique (sk) (DS)                                    | 5 092     | 0,51  | Nv.   | 0      | en stagnation |        |
|                          | Droit (sk) (DOPRAVA)                                            | 3 998     | 0,40  | Nv.   | 0      | en stagnation |        |
|                          | Maires et candidats indépendants (sk) (STAN)                    | 2 976     | 0,30  | Nv.   | 0      | en stagnation |        |
|                          | Parti populaire slovaque (sk) (SĽS)                             | 2 953     | 0,29  | Nv.   | 0      | en stagnation |        |
|                          | Parti du travail (sk) (SP)                                      | 2 657     | 0,26  | Nv.   | 0      | en stagnation |        |
|                          | Alliance chrétienne-démocrate hongroise (MKDA-MKDSZ)            | 2 270     | 0,23  | 0,03  | 0      | en stagnation |        |
|                          | Démocratie directe (sk) (PD)                                    | 2 222     | 0,22  | 0,20  | 0      | en stagnation |        |
|                          | La voix du peuple (sk) (HZD)                                    | 2 101     | 0,21  | Nv.   | 0      | en stagnation |        |
|                          | Indépendance et unité (NAJ)                                     | 2 016     | 0,20  | Nv.   | 0      | en stagnation |        |
|                          | La page démocratique européenne (sk) (EDS)                      | 1 452     | 0,14  | 0,52  | 0      | en stagnation |        |
|                          | Le parti de la tolérance et de la coexistence (sk) (STS)        | 918       | 0,09  | Nv.   | 0      | en stagnation |        |
|                          | Unité nationale slovaque (SNJ)                                  | 621       | 0,06  | Nv.   | 0      | en stagnation |        |
|                          | Parti conservateur slovaque (SIET)                              | 603       | 0,06  | Nv.   | 0      | en stagnation |        |
|                          | Parti de la coalition rom (SRK)                                 | 512       | 0,05  | Nv.   | 0      | en stagnation |        |
|                          |                                                                 |           |       |       |        |               |        |
| Votes valides            | Votes valides                                                   | 985 680   | 97,94 |       |        |               |        |
| Votes blancs et nuls     | Votes blancs et nuls                                            | 21 718    | 2,06  |       |        |               |        |
| Total                    | Total                                                           | 1 007 398 | 100   | -     | 14     | 1             | -      |
| Abstentions              | Abstentions                                                     | 3 422 403 | 77,26 |       |        |               |        |
| Inscrits / Participation | Inscrits / Participation                                        | 4 429 801 | 22,74 |       |        |               |        |